# ROM-DOS
ROM-DOS – system operacyjny kompatybilny z DOS   zaprojektowany do używania w systemach wbudowanych. 
Jego głównym przeznaczeniem są wszelkiego typu komputery osobiste i przemysłowe, urządzenia  pomiarowe, urządzenia sterujące w przemyśle, urządzenia kontrolne i pomiarowe, kasy sklepowe, bankomaty oraz wszelkiego typu automatyka przemysłowa. 
W Polsce wykorzystywany jest m.in. przez producentów sprzętu medycznego, aparatury do sterowania obrabiarkami, urządzeń sterujących i pomiarowych w energetyce.
Jako system operacyjny jest kompatybilny z systemami PC-DOS IBM i Microsoft MS-DOS.
Jest dziełem firmy Datalight.
Ostatnie wersje ROM-DOS, to 6.22 (16 bit) i 7.1 (32 bit). W wersji 7.1 zaimplementowano obsługę długich nazw plików (LFN), oraz umożliwiono korzystanie z twardych dysków do 2TB pojemności. 
ROM-DOS Software Development Kit jest zestawem narzędzi dla firm projektujących i produkujących oprogramowanie i urządzenia sterujące dla wszelkiego typu obecnych na rynku maszyn i produktów użytkowych wspartych na różnych platformach procesorowych - począwszy od 186. 
Mała pamięć i możliwość posadowienia na różnych nośnikach, jest to trafny wybór dla OEM.
ROM-DOS jest używany w milionach produktów począwszy od telefonów komórkowych, aparatów fotograficznych aż do poważnych sterowników w zakresie kontroli produkcji i pobierania danych np. w energetyce, telekomunikacji i awiacji. 
SDK ROM-DOS 7.1 obsługującą długie nazwy plików. Wciąż jeszcze wiele firm tworzy oprogramowanie dla procesorów x86 z wykorzystaniem DOS-a. Dzięki wsparciu dla długich nazw całe programowanie może zostać napisane w języku C (zamiast w assemblerze).
ROM-DOS 7.1 umożliwia programiście budowanie systemów gotowych do współpracy z Internetem, dla procesora 186 lub szybszego, 60K do 90K ROM lub flash oraz sterownika pakietów do połączeń z Internetem. Dzięki modułowi TCP/IP w ROM-DOS, aplikacje i programy mogą posiadać system zdalnej kontroli a ostrzeżenia i alarmy mogą być dostarczane pocztą elektroniczną, poprzez pager lub telefon komórkowy.
ROM-DOS zapewnia także bezpieczny serwer sieciowy, który umożliwia przeglądanie i kontrolę osadzonego systemu i aplikacji z poziomu przeglądarki internetowej. 
ROM-DOS zapewnia także wsparcie dla standardowego protokołu FTP File Transfer Protocol z serwerem FTP, dzięki czemu aktualizacja aplikacji i otrzymywanie danych z systemów zdalnych może być dokonywane przy użyciu modułu ROM-DOS FTP.
Moduł Konsoli Zdalnej pracuje w środowisku JVM Sun Microsystem co zapewnia dostęp zdalnej konsoli DOS do oddalonego zdalnego systemu. Ta cecha funkcjonalna jest szczególnie przydatna do diagnostyki aplikacji, w której wyniki mogą być odczytywane i prezentowane poprzez interfejs HTML. Zastosowanie tego typu systemu jest szczególnie przydatne w urządzeniach automatyki przemysłowej.